# Tomorrow Is a Long Time
Tomorrow is a Long Time – piosenka skomponowana przez Boba Dylana w 1962 r., nagrana przez niego w kwietniu 1963 r. i wydana na albumie Bob Dylan’s Greatest Hits Vol. II w listopadzie 1971 r.

## Historia i charakter utworu
Historia tej najbardziej poetyckiej ze wszystkich piosenek Dylana zaczęła się w 1962 r. Dylan skomponował ją, gdy dowiedział się, że jego pierwsza wielka nowojorska miłość – Suze Rotolo – wyjechała w czerwcu 1962 r. do Włoch. Dylan wyruszył za nią, jednak jej nie odnalazł. Suze powróciła z Włoch dopiero w styczniu 1963 r., co było jednoznaczne z zerwaniem przez nią związku.
Strona literacka utworu powstała pod wpływem dwóch anonimowych wierszy powstałych ok. 1530 r. „O Western Wind” i „The Lover in Winter Plaineth for the Spring”. Znajdują się one właściwie w każdej antologii poezji angielskiej, więc na pewno były znane Dylanowi.

### Wczesne wersje piosenki
- 11 sierpnia 1962 r. piosenka została po raz pierwszy nagrana przez przyjaciela Dylana Tony’ego Glovera w Minneapolis w Minnesocie.
- Grudzień 1962 r. – Dylan nagrał piosenkę w The Witmark Studio w Nowym Jorku. Witmark był wydawcą Dylana, więc nagranie u niego było automatycznym zabezpieczeniem praw autorskich. Ta wersja przewyższa wszystkie inne dokonane w tym okresie.
- Luty 1963 – kompozycja została nagrana w studiu radia WBAI w Nowym Jorku dla programu „Skip Welshner Show”.
- 12 kwietnia 1963 – Dylan wykonał piosenkę na swoim pierwszym dużym koncercie w „Town Hall” w Nowym Jorku. Koncert został nagrany z myślą o jego wydaniu, ale z planów zrezygnowano. Pozostała gotowa okładka. Ta koncertowa wersja została wydana na Bob Dylan’s Greatest Hits Vol. II i już samo to było wystarczające do zakupu płyty.
- W lipcu 1963 ponownie nagrał piosenkę Tony Glover w Minneapolis w stanie Minnesota.
- 17 lipca 1963 Dylan nagrał utwór w domu Dave’a Witakera w Minneapolis, Minnesota.

### Dalsze dzieje utworu
Piosenka ta została także nagrana na 6 sesji do albumu New Morning w Columbia Studio E 4 czerwca. Oprócz niej nagrał Dylan wtedy jeszcze: „New Morning”. „Bring Me Water”. „Three Angels” i „Big Yellow Taxi”.
W ciągu następnych 40 lat kariery Dylana piosenka ta była wykonywana na koncertach i znowu z nich znikała na kilka lat.
Po lekkich, akustycznych wykonaniach tego utworu na koncertach z początku lat 60. XX w., Dylan powrócił do niego w 1978 r., gdy na koncertach akompaniowała mu duża grupa muzyczna i wykonania miały charakter popowy, a nawet – o co oskarżali go fani – nadawały się w sam raz do Las Vegas.
W 10 lat później kompozycja była wykonywana podczas tournée z grupą Grateful Dead (1987). W rok później wykonywał piosenkę na „Nigdy nie kończącym się tournée”. W następnych latach wykonywał tę piosenkę w wersjach akustycznych i elektrycznych<.
Podczas koncertu 5 czerwca 1990 r. w „O’Keefe Centre for the Performing Arts” w Toronto w Kanadzie, po okrzyku z widowni z prośbą o wykonanie „Tomorrow Is a Long Time” Dylan odparł Oczywiście. Obrzydliwa piosenka – i wykonał ją.

## Muzycy
koncertowa wersja z albumu
- Bob Dylan – gitara, wokal

sesja szósta
- Bob Dylan – pianino, gitara, harmonijka, wokal
- Al Kooper – gitara, pianino, wokal
- Charlie Daniels – gitara basowa
- Ron Cornelius – gitara
- Russ Kunkel – perkusja
- Hilda Harris – chórki
- Albertine Robinson – chórki
- Maeretha Stewart – chórki

## Dyskografia
- Masterpieces (1978)

## Wykonania piosenki przez innych artystów
- Joan Baez – Joan Baez in Concert, Part 2 (1963)
- Ian and Sylvia – Four Strong Winds (1964); Greatest Hits (1987); Ian & Sylvia: The Complete Vanguard Studio Recordings (2001)
- Hamilton Camp – Paths of Victory (1964)
- Linda Mason – How Many Seas Must a White Dove Sail? (1964)
- The Brothers Four – The Brothers Four Sing of Times (1964)
- Silkie – You’ve Got to Hide Your Love Away (1965)
- Judy Collins – 5th Album (1965); Recollections: The Best of Judy Collins (1969)
- The Empty Set – Early Morning Rain (1965)
- Odetta – Odetta Sings Dylan (1965)
- Esther & Abi Ofarim – Sing (1965)
- Elvis Presley – Spinout (1966); In Demand (1977); Elvis: A Legendary Performer, Volume 4 (1980); Valentine Gift for You (1985); From Nashville to Memphis (1993); Ballads (1999); Tomorrow Is a Long Time (1999)
- Sebastian Cabot – Sebastian Cabot, Actor – Bob Dylan, Poet (1967)
- Glen Yarborough – For Emily Wherever I May Find Her (1967)
- Street – Street (1968)
- Dion – Dion (1968); Abraham, Martin & John (1990)
- Kingston Trio – Once Upon a Time (1969)
- We Five – Catch the Wind (1970)
- Rod Stewart – Every Picture Tells a Story (1971); Vintage (1993); Ballad Album (1998)
- Sandy Denny – Sandy (1972); Who Knows Where the Time Goes (1986); Gold Dust: Live at the Royalty – The Final Concert (1998); Ballad Album (1998)
- Carol Hedin – Devil Take Me with You (1971)
- Heaven & Earth – Refuge (1973)
- Shirl Milete – Shirl Milete (1974)
- Magna Charta – Pulling It Back Together (1976)
- Earl Scruggs – Family Portrait (1976)
- Nana Mouskouri – Roses & Sunshine (1979)
- Chris Hillman – Morning Sky (1982)
- Hugh Moffatt – Loving You (1987)
- Passion Fodder – Fat Tuesday (1988)
- Steve Keene – Keene on Dylan (1990)
- Ian and Sylvia na albumie różnych wykonawców Troubadours of the Folk Era, Volume 1 (1992)
- Insol – Insol (1998)
- Dream City Film Club – Strange Blues (1999)
- Michel Montecrossa – Eternal Circle (2000)
- Aui & Alex – Aui & Alex Sing Dylan (2000)
- Gail Davies – Gail Davies & Friends Live and Unplugged at the Station Inn (2001)
- Rosalie Sorrels na albumie różnych wykonawców A Nod to Bob (2001)
- Nick Drake – Time Has Told Me (2002)